# عصبة دول أوروبا الشرقية
عصبة دول أوروبا الشرقية أو اتحاد دول أوروبا الشرقية (بالألمانية: osteuropäischer Staatenbund)‏ كان اقتراحًا في عام 1914 من قبل اللجنة الألمانية لتحرير اليهود الروس لإنشاء دولة عازلة التوافقية ذات أغلبية ألمانية في القسم الروسي من أراضي متعددة الأعراق من الكومنولث البولندي الليتواني السابق.

## خطة بودنهايمر
قام بتصميم الفكرة الصهيوني البارز ماكس بودنهايمر، في سياق الحرب العالمية الأولى وطموحات ميتيلوروبا الألمانية الطويلة، وذلك باستخدام مفهوم الاستقلالية الشخصية الوطنية أو التحف الوطنية، والتي تسمح بالتمثيل اليهودي في الحكومة إلى جانب مجموعات أخرى مع تشيتت «نطاق الاستيطان». كان بودنهايمر مؤسس اللجنة الألمانية لتحرير اليهود الروس. لقد وضعت اللجنة خطة لإقامة دولة عازلة بين ألمانيا وروسيا يتم إنشاؤها من أراضٍ تؤخذ من روسيا الإمبراطورية. تصف سيرة ابنته إستراتيجية «فرق تسد» لصالح ألمانيا: «في هذا الاتحاد، كان الأوكرانيون، والروس البيض، والليتوانيين، والإستونيين، واللاتفيين، بمثابة قوة موازنة للبولنديين، وكان الألمان واليهود يمسكون توازن القوى بين المجموعتين».

## رد الفعل الألماني
قدم بودنهايمر مذكرة مع الاقتراح إلى وزارة الخارجية الألمانية في عام 1914، حيث تلقت اللجنة واللجنة دعمًا من إريش لودندورف ثم باول فون هيندنبورغ، حيث أوضح لهم أن اليهود الشرقيين يمكن أن يتألمنوا.
سرعان ما أثبتت الخطة عدم شعبيتها مع المسؤولين الألمان الآخرين وزملاء بودينهايمر الصهيونيين وقد انتهت في العام التالي. كانت النتيجة الملموسة الوحيدة هي نشرة الدعاية العسكرية التي صدرت في أغسطس 1914 والتي استهدفت يهود بولندا والتي خيبت أمل بودنهايمر في نصها النهائي. البولنديون لم يكونوا حريصين جدا على الخطة أيضًا.
تم انتقاد الفكرة من قبل العديد من القادة الصهاينة باعتبارها غير عملية وخطيرة، وتم التخلي عنها في النهاية بعد إصدار فيلهلم الثاني من ألمانيا وفرانتس يوزف من النمسا قانون 5 نوفمبر 1916 الذي أعلنوا فيه إنشاء مملكة بولندا.

## نظرية المؤامرة
قام المؤلف أندرزي ليزسيك شتيشنياك باستعراض خطة بودنهايمر كمثال على «نظرية المؤامرة اليهودية» في كتابه الصادر عام 2001 والذي يحمل نفس الاسم، مرددًا نظرية المؤامرة المعادية للسامية التي تفترض هيمنة يهودية مستقبلية على بولندا التي نشأت في أواخر القرن التاسع عشر.

## الحواشي
1. 1 2  Bodenheimer, Henriette Hannah Max Bodenheimer 1865-1940 : political genius for Zionism Pentland Press, (1990) p73
2. ↑  Sirutavičius, Vladas; Staliūnas, Darius (1 Jan 2011). A Pragmatic Alliance: Jewish-Lithuanian Political Cooperation at the Beginning of the 20th Century (بالإنجليزية). Central European University Press. p. 125. ISBN:9786155053177. Archived from the original on 2020-02-11.
3. ↑  Szajkowski، Zosa (1 يناير 1966). "The German Ordinance of November 1916 on the Organization of Jewish Communities in Poland". Proceedings of the American Academy for Jewish Research. ج. 34: 111–139. DOI:10.2307/3622392. JSTOR:3622392.
4. ↑  Budnitskii, Oleg Russian Jews Between the Reds and the Whites, 1917-1920 University of Pennsylvania Press (2012) p228
5. ↑  Sirutavičius, Vladas and Staliūnas, Darius (editors) A Pragmatic Alliance: Jewish-Lithuanian Political Cooperation at the Beginning of the 20th Century Central European University Press (2011) p124-5
6. ↑  Bodenheimer, Henriette Hannah Max Bodenheimer 1865-1940 : political genius for Zionism Pentland Press, (1990) p75
7. ↑  Elon, Amos (1 Dec 2003). The Pity of It All: A Portrait of the German-Jewish Epoch, 1743-1933 (بالإنجليزية). Macmillan. p. 312. ISBN:9780312422813. Archived from the original on 2020-02-12.
8. ↑  Walter Laqueur. A History of Zionism. Tauris Parke, 2003 Pages 173-4. نسخة محفوظة 2021-10-31 على موقع واي باك مشين.
9. ↑  Isaiah Friedman. Germany, Turkey, Zionism, 1897-1918. Transaction Publishers, 1997, p2312ff نسخة محفوظة 2021-11-01 على موقع واي باك مشين.
10. ↑  Kauffman, Jesse (5 Aug 2015). Elusive Alliance: The German Occupation of Poland in World War I (بالإنجليزية). Harvard University Press. p. 122. ISBN:9780674915220. Archived from the original on 2021-11-01.
11. ↑  Szajkowski، Zosa (1 يناير 1969). "The German Appeal to the Jews of Poland, August 1914". The Jewish Quarterly Review. ج. 59 ع. 4: 311–320. DOI:10.2307/1453469. JSTOR:1453469.
12. ↑  McMeekin, Sean (7 May 2012). The Berlin-Baghdad Express (بالإنجليزية). Harvard University Press. p. 345. ISBN:9780674058538. Archived from the original on 2017-09-28.
13. ↑  Bodenheimer, Henriette Hannah Max Bodenheimer 1865-1940 : political genius for Zionism Pentland Press, (1990) p77
14. ↑  Michlic, Joanna Beata (2006).
15. ↑  Blobaum, Robert (2005).